# Ludmiła Anańka
Ludmiła Arkadzjeuna Anańka (biał. Людміла Аркадзьеўна Ананька; {{|ros.|Людмила Аркадьевна Ананько}}, Ludmiła Arkadjewna Anańko; ur. 19 kwietnia 1982 w Nowogródku) – białoruska biathlonistka, brązowa medalistka mistrzostw świata.

## Kariera
Ludmiła Anańka w zawodach międzynarodowych zadebiutowała na mistrzostwach Europy w Zakopanem w 2000 roku. Zdobyła tam srebro w sztafecie, a w sprincie zajęła piąte miejsce. Podczas rozgrywanych rok później mistrzostw świata juniorów w Chanty-Mansyjsku zdobyła brązowy medal w biegu pościgowym. Trzecie miejsce zajęła też w sprincie na mistrzostwach świata juniorów w Ridnaun w 2002 roku. Ponadto podczas mistrzostw świata juniorów w Kościelisku w 2003 roku zwyciężyła w sprincie, a w biegu indywidualnym była trzecia.
W Pucharze Świata zadebiutowała 11 lutego 2002 roku w Salt Lake City, gdzie nie ukończyła biegu indywidualnego. Pierwsze punkty wywalczyła 11 marca 2004 roku w Oslo, kiedy była piętnasta w sprincie. Nigdy nie stanęła na podium indywidualnych zawodów pucharowych, najwyższą lokatę wywalczyła 10 marca 2007 roku w Oslo, kończąc rywalizację w biegu pościgowym na szóstej pozycji. Najlepsze wyniki osiągnęła w sezonie 2006/2007, kiedy zajęła 35. miejsce w klasyfikacji generalnej.
Podczas mistrzostw świata w Hochfilzen w 2005 roku wspólnie z Jekatieriną Iwanową, Olgą Nazarową i Ołeną Zubryłową zdobyła brązowy medal w sztafecie. Była też między innymi czwarta w tej konkurencji na mistrzostwach świata w Chanty-Mansyjsku dwa lata wcześniej i szesnasta w biegu indywidualnym podczas mistrzostw świata w Anterselvie w 2007 roku. Ponadto czterokrotnie zdobywała medale mistrzostw Europy, w tym złote w sztafecie na mistrzostwach Europy w Langdorf (2006) i mistrzostwach Europy w Bansku (2007). Jest też mistrzynią świata w biathlonie letnim w sztafecie z 2003 roku.
W 2002 roku wystartowała na igrzyskach olimpijskich w Salt Lake City, gdzie wystartowała tylko w biegu indywidualnym, jednak nie ukończyła rywalizacji. Brała też udział w igrzyskach w Turynie w 2006 roku, zajmując 42. miejsce w sprincie oraz czwarte w sztafecie

## Osiągnięcia

### Igrzyska olimpijskie
| Rok  | Miejscowość    | Konkurencje | Konkurencje | Konkurencje | Konkurencje | Konkurencje | Konkurencje | Konkurencje |
| Rok  | Miejscowość    | IN          | SP          | PU          | MS          | RL          | MR          | SR          |
| ---- | -------------- | ----------- | ----------- | ----------- | ----------- | ----------- | ----------- | ----------- |
| 2002 | Salt Lake City | DNF         | –           | –           | nd.         | –           | nd.         | –           |
| 2006 | Turyn          | –           | 42.         | DNF         | –           | 4.          | nd.         | –           |

### Mistrzostwa świata
| Rok  | Miejscowość     | Konkurencje | Konkurencje | Konkurencje | Konkurencje | Konkurencje | Konkurencje | Konkurencje |
| Rok  | Miejscowość     | IN          | SP          | PU          | MS          | RL          | MR          | SR          |
| ---- | --------------- | ----------- | ----------- | ----------- | ----------- | ----------- | ----------- | ----------- |
| 2003 | Chanty-Mansyjsk | DNF         | –           | –           | –           | 4.          | nd.         | –           |
| 2005 | Hochfilzen      | 48.         | 20.         | 18.         | 27.         | 3.          | nd.         | –           |
| 2005 | Chanty-Mansyjsk | nd.         | nd.         | nd.         | nd.         | nd.         | 12.         | –           |
| 2006 | Pokljuka        | nd.         | nd.         | nd.         | nd.         | nd.         | 24.         | –           |
| 2007 | Anterselva      | 16.         | –           | –           | –           | 5.          | nd.         | –           |

### Puchar Świata

#### Miejsca w klasyfikacji generalnej
| Sezon     | Miejsce |
| --------- | ------- |
| 2001/2002 | -       |
| 2002/2003 | -       |
| 2003/2004 | 54.     |
| 2004/2005 | 59.     |
| 2005/2006 | 67.     |
| 2006/2007 | 35.     |
| 2007/2008 | 66.     |
| 2008/2009 | 77.     |
| 2009/2010 | 78.     |

#### Miejsca na podium chronologicznie
Anańka nigdy nie stanęła na podium zawodów indywidualnych PŚ.